# Font de Montvall
La Font de Montvall és una font del terme municipal de Tremp, del Pallars Jussà, a l'antic terme ribagorçà de Sapeira, en territori del poble del Pont d'Orrit.
Està situada a 671 m d'altitud, al nord del Pont d'Orrit, al vessant nord-occidental del mateix turó on es dreçava el poble vell d'Orrit. La font és a prop, a llevant, de la pista rural que des del Pont d'Orrit ressegueix la riba esquerra de la Noguera Ribagorçana. És a l'est-sud-est de la Cabana del Canvit.